# Cupaniopsis anacardioides
Cupaniopsis anacardioides (возможное русскоязычное название Купаниопсис сумаховидный), также известный как морковное дерево (на английском - carrotwood, tuckeroo), пляжный тамаринд и зеленолистный тамаринд - древесное растение из семейства Сапиндовые, произрастающего в восточной и северной Австралии.
Морковным названо из-за огромного количества каротина в его ягодах, в силу чего его плоды обладают сильно красящим в морковный цвет свойством.
Обычная среда обитания - прибрежные тропические леса на песке или вблизи устьев рек. Ареал естественного распространения — от Севен-Майл-Бич, Новый Южный Уэльс (34,8° ю.ш.) до Квинсленда, северной Австралии и Новой Гвинеи.
Cupaniopsis anacardioides является инвазивным видом в некоторых частях США, прежде всего во Флориде и на Гавайях.

## Описание
Вырастает до 10 метров, с диаметром ствола 50 см. Кора гладкая, серая или коричневая с выступающими горизонтальными линиями. Основания деревьев обычно фланцевые.
Листья перистые и чередуются по шесть-десять листочков, не зубчатые, от яйцевидной до эллиптически-продолговатой, размером от 7 до 10 см. Кончики часто зазубренные или тупые. Листовые жилки видны с обеих сторон. Вены в основном приподняты снизу.
Зеленовато-белые цветки распускаются в соцветиях-метелках с мая по июль. Плод состоит из трех сочных долей от оранжевого до жёлтого цвета. Каждая доля представляет собой блестящее темно-коричневое семя, покрытое ярко-оранжевым околоплодником. Плоды созревают с октября по декабрь, привлекая множество птиц, в том числе австралийскую фиговую птицу, полосатую иволгу и пестрого карравонга.
Прорастание свежих семян происходит без труда, особенно если семена вынуть из ариллуса и замочить на несколько дней.

## Использование
Привлекательно в качестве декоративного или уличного дерева, особенно в прибрежных районах, поскольку оно солеустойчиво.

## Внешние ссылки
- Cupaniopsis anacardioides. PlantNET - NSW Flora Online. Дата обращения: 3 августа 2009.